# Ranibennur
Ranibennur (en canarés: ರಾಣೇಬೆನ್ನೂರು ) es una ciudad de la India en el distrito de Haveri, estado de Karnataka.

## Geografía
Se encuentra a una altitud de 590 m s. n. m. a 304 km de la capital estatal, Bangalore, en la zona horaria UTC +5:30.

## Demografía
Según estimación 2011 contaba con una población de 118 605 habitantes.